# 짜 까 라봉
짜 까 라봉(베트남어: chả cá Lã Vọng→강태공 어묵)은 베트남의 생선 요리이다. 하노이 음식으로, 간단히 짜 까(chả cá)라 줄여 부르기도 한다.

## 어원
베트남어에서 "짜(chả)"는 고기나 생선 등을 다져서 양념해 굽거나 튀긴 음식을 일컫는 말이며, "까(cá)"는 물고기를 뜻한다. 따라서 "짜 까(chả cá)"는 어묵이라는 뜻이다. "짜 까 라봉(chả cá Lã Vọng)"은 여기에 강태공의 별명인 "라봉(베트남어: Lã Vọng, 쯔놈: 呂望, 한국 한자음: 려망)"을 합친 말로, "강태공 어묵"이라는 뜻이다. 강에서 낚은 생선으로 만들었기 때문에 낚시를 좋아하는 강태공 이름이 붙었다.

## 만들기
비록 "짜 까"가 어묵을 뜻하지만, 짜 까 라봉은 다지지 않은 생선 살을 양념해 대나무 꼬치에 끼워 초벌구이한 것을 기름에 지져 먹는 요리이다.
"까 랑(cá lăng)"이라 불리는 동자개과 생선, "까 아인부(cá anh vũ)"라 불리는 잉어과 생선, 또는 "까 꽈(cá quả)"라 불리는 가물치과 생선 등 흰살생선이 주로 사용된다. 생선은 고량강, 울금, 후추, 맘똠 등으로 양념하는데, 울금 때문에 생선 살이 노란 빛을 띤다.
식탁에서 바로 조리해 먹는 음식으로, 기름을 두른 냄비에 초벌구이한 생선을 넣고, 파와 딜을 올려 함께 지진다. 익은 생선과 채소는 가는 쌀국수인 분과 땅콩 등을 곁들여 느억 쩜을 뿌려 먹는다.

## 사진 갤러리

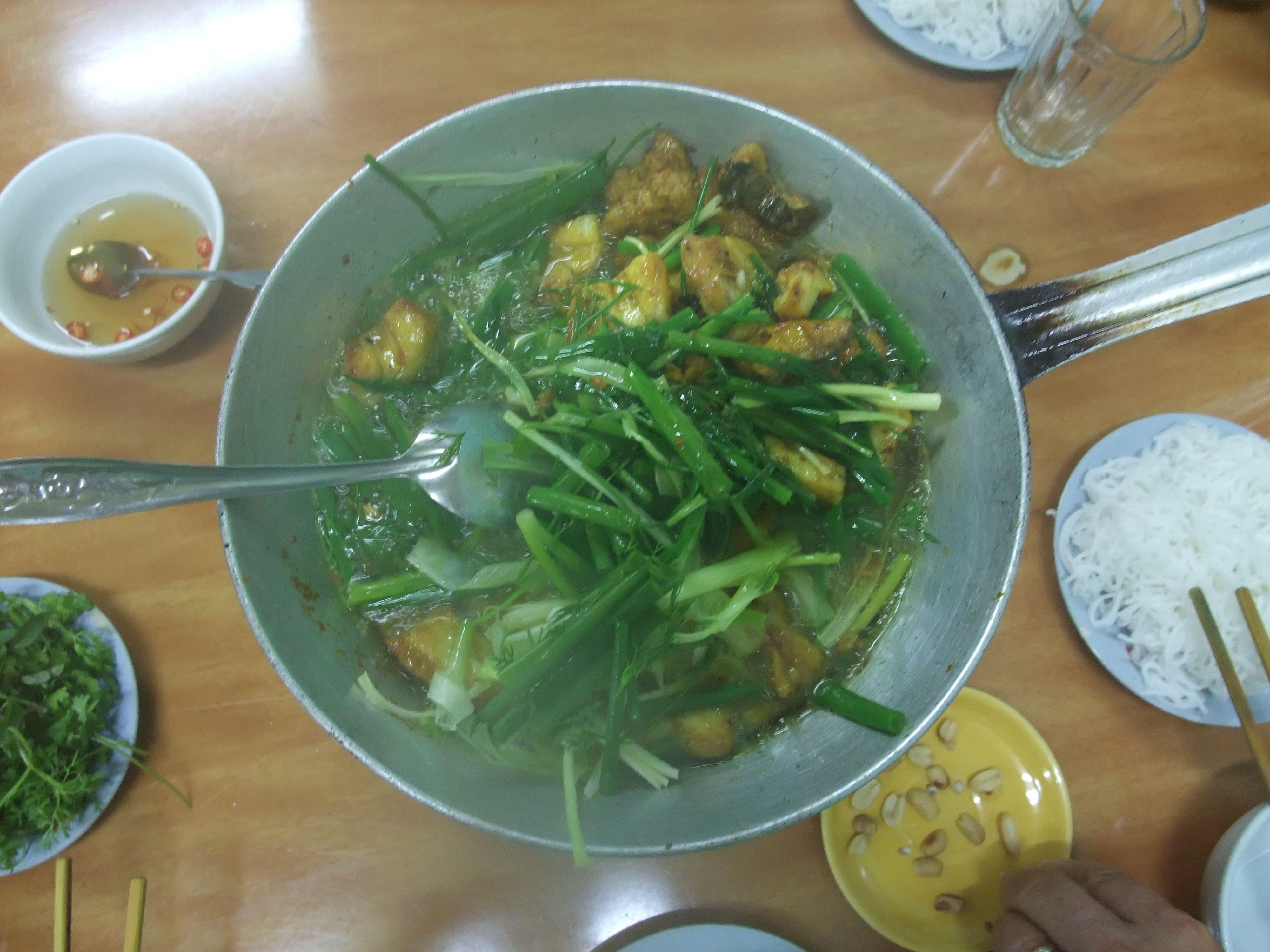
짜 까 라봉 만들기